# Miloš Budík

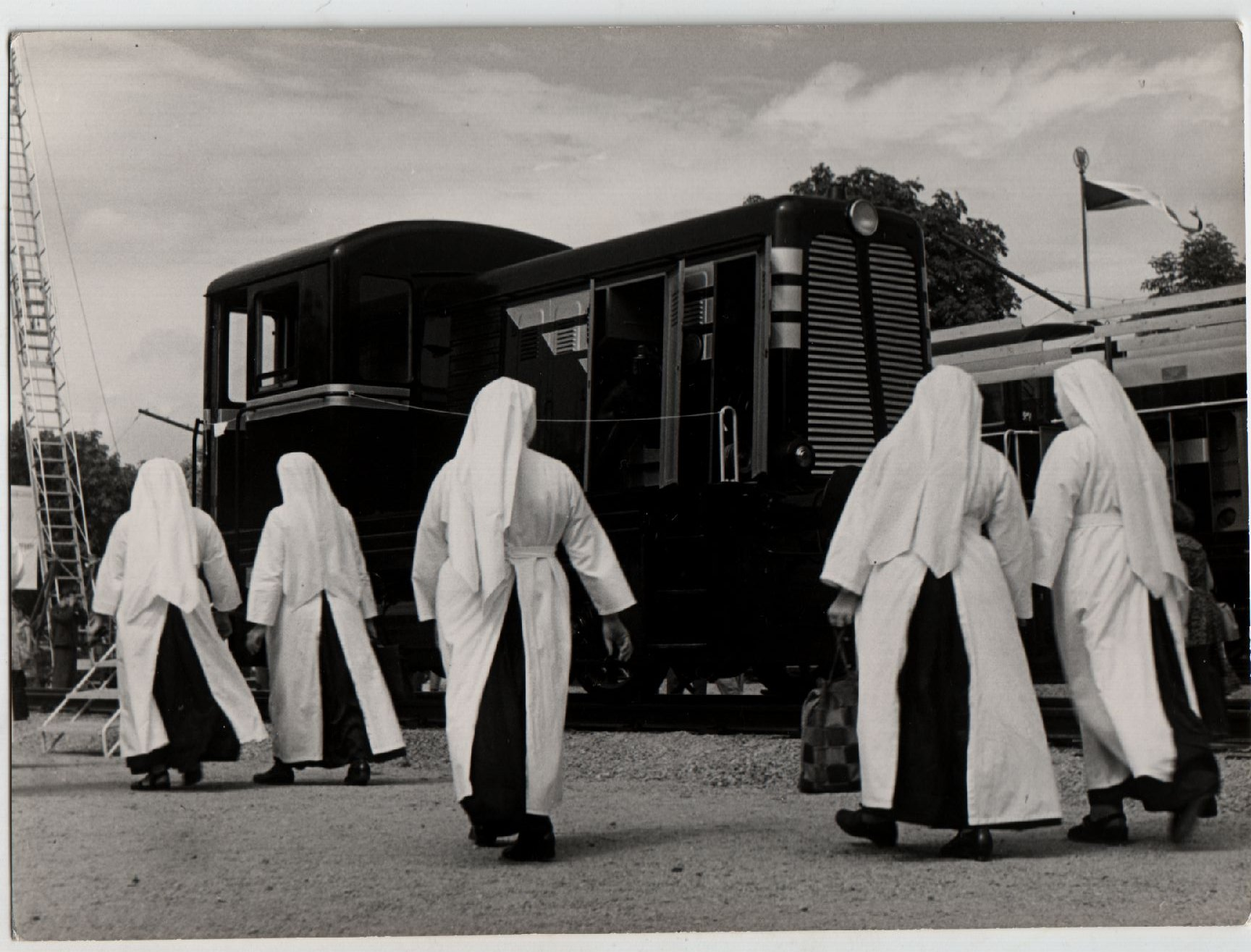
Jeptišky, strojírenský veletrh, Brno, 70. léta 20. stol.

Miloš Budík (24. srpna 1935 Brno – 12. února 2023 Brno), rodným jménem Miloslav, byl český fotograf, jehož tvorba byla spojena především s rodným Brnem. Na konci padesátých let zaznamenal první větší úspěchy na mezinárodních fotografických výstavách a ve stejné době se začal fotografií živit. V polovině šedesátých let Miloš Budík spoluzaložil skupinu VOX – výrazné umělecké sdružení dané dekády. Prakticky celý život po nedokončených studiích na FAMU prožil v Brně-Řečkovicích.

## Život a dílo
Narodil se v Brně v rodině Václava Budíka (1. srpna 1903 Černčín – 20. listopadu 1944 Brno) a Anny Budíkové, rozené Müllanové (26. srpna 1905 Modřice – 7. ledna 1981 Brno), která pocházela z německé rodiny. Ještě v dětství přišel spolu s mladším bratrem Vojtěchem (* 1940) o otce, který pracoval jako soudní zřízenec a zahynul současně s dalšími zaměstnanci soudu při II. americkém náletu na Brno v paláci Morava v listopadu 1944. Fotografovat začal v šestnácti letech a již velmi brzy dosáhla kvalita jeho prací mimořádné výše a osobitého rukopisu.
V letech 1951–1955 vystudoval Vyšší průmyslovou školu chemickou v Brně. V letech 1956–1964 pracoval jako technický fotograf ve Státním archivu Brno. V letech 1964–1970 působil jako obrazový redaktor časopisu Věda a život. V letech 1970–1987 pracoval v organizaci Služba – družstvo invalidů Brno jako technický a reklamní fotograf.
Koncem padesátých let začal zasílat na mezinárodní fotografické soutěže amatérské tvorby svá díla. V tehdejším Československu patřil Miloš Budík k nejúspěšnějším fotografům, a to nejen v počtu snímků přijatých na výstavy, ale i v prestižních mezinárodních akcí, kterých se zúčastňoval. Studoval na pražské FAMU, ale studia z rodinných důvodů přerušil a nikdy nedokončil.
Ve svých 25 letech s etablovanými fotografy Karlem Otto Hrubým a Vilémem Reichmannem vytvořil publikaci „Brno“. Knihu doprovází verše Jana Skácela a Ludvíka Kundery. Kvalitou jde o dodnes nepřekonanou publikaci o moravské metropoli.
V roce 1965 vznikla skupina VOX – Miloš Budík, Jan Beran, Antonín Hinšt, Karel Otto Hrubý, Soňa Skoupilová, Vladimír Skoupil a Josef Tichý. Společně vytvářeli výstavní soubory, např. Variace, nebo Svět absurdit. V té době pracoval Miloš Budík pro časopis Host do domu, bulletin Dokořán a nastoupil do redakce časopisu Věda a život. Zde se věnoval dokumentární fotografii. Při dokumentární práci na fotografiích operace srdce spolupracoval s kardiochirurgem Janem Navrátilem.
Po rozpadu uskupení VOX v sedmdesátých letech se Miloš Budík zabýval krajinářskou fotografií. Zaměřil se především na fotografie z oblasti Vysočiny. Nechával se ovlivnit tvorbou svých přátel Karlem Otto Hrubým a Milošem Spurným. Mimo krajinářskou tvorbu se zúčastňoval fotografických soutěží jako porotce. Vytvořil také portrétní galerii osobností literatury, divadla, lékařství, vědy a sportu.
Jeho autorské fotografie jsou zastoupeny v mnoha uměleckohistorických sbírkách u nás i v zahraničí. V roce 2007 obdržel za své dílo Cenu města Brna. Fotografické dílo Miloše Budíka patří k tomu nejlepšímu, co bylo v československé fotografii vytvořeno.
K pětasedmdesátým narozeninám Miloše Budíka uspořádal v roce 2010 Dům umění města Brna v Domě pánů z Kunštátu výstavu Rozhovor o světle. Kurátor Lukáš Bártl připravil výběr nejdůležitějších období Budíkovy tvorby. K jeho osmdesátým narozeninám pak uspořádala v roce 2015 stejná instituce retrospektivní výstavu v Galerii Jaroslava Krále v budově Domu umění města Brna (kurátorka Jana Vránová). Ve stejném roce proběhla i výstava v  domácí galerii G34 Brno Jaroslava Pulicara. V letech 2020–2022 proběhly jeho retrospektivní výstavy v knihovně Karla Dvořáčka ve Vyškově, v Horácké galerii v Novém Městě na Moravě, v galerii Díra v Domě kultury města Ostravy a v Památníku písemnictví na Moravě v Rajhradě. V roce 2023 proběhly posmrtně Budíkovy výstavy v Müllerově domě Muzea města Tišnova a Muzeum města Brna přichystalo tři souběžné výstavy z jeho tvorby, které proběhly na hradě Špilberku, ve vile Tugendhat a galerii Valchařská.
Zemřel ve věku 87 let 12. února 2023 v brněnské Nemocnici Milosrdných bratří, poslední rozloučení se uskutečnilo 17. února v brněnském krematoriu.

## Publikace
- Brno – Karel Otto Hrubý, Vilém Reichmann, Miloš Budík, Brno 1964
- Brno v 80 barevných fotografiích – Miloš Budík, Eva Samková, Praha 1976
- Kraj plný slunce – Karel Otto Hrubý, Karel Blažek, Miloš Budík, Brno 1977
- Státní filharmonie – Miloš Budík, Brno 1977
- Janáček a Hukvaldy – Miloš Budík, Bohumír Štědroň, Jiří Fukač, Praha 1984
- Jihomoravský kraj – Karel Blažek, Miloš Budík, Miroslav Myška Brno 1988
- Bomby nad Brnem – Miloš Budík, Milena Flodrová, Zdeněk Muller et al., Brno 2005

## Galerie

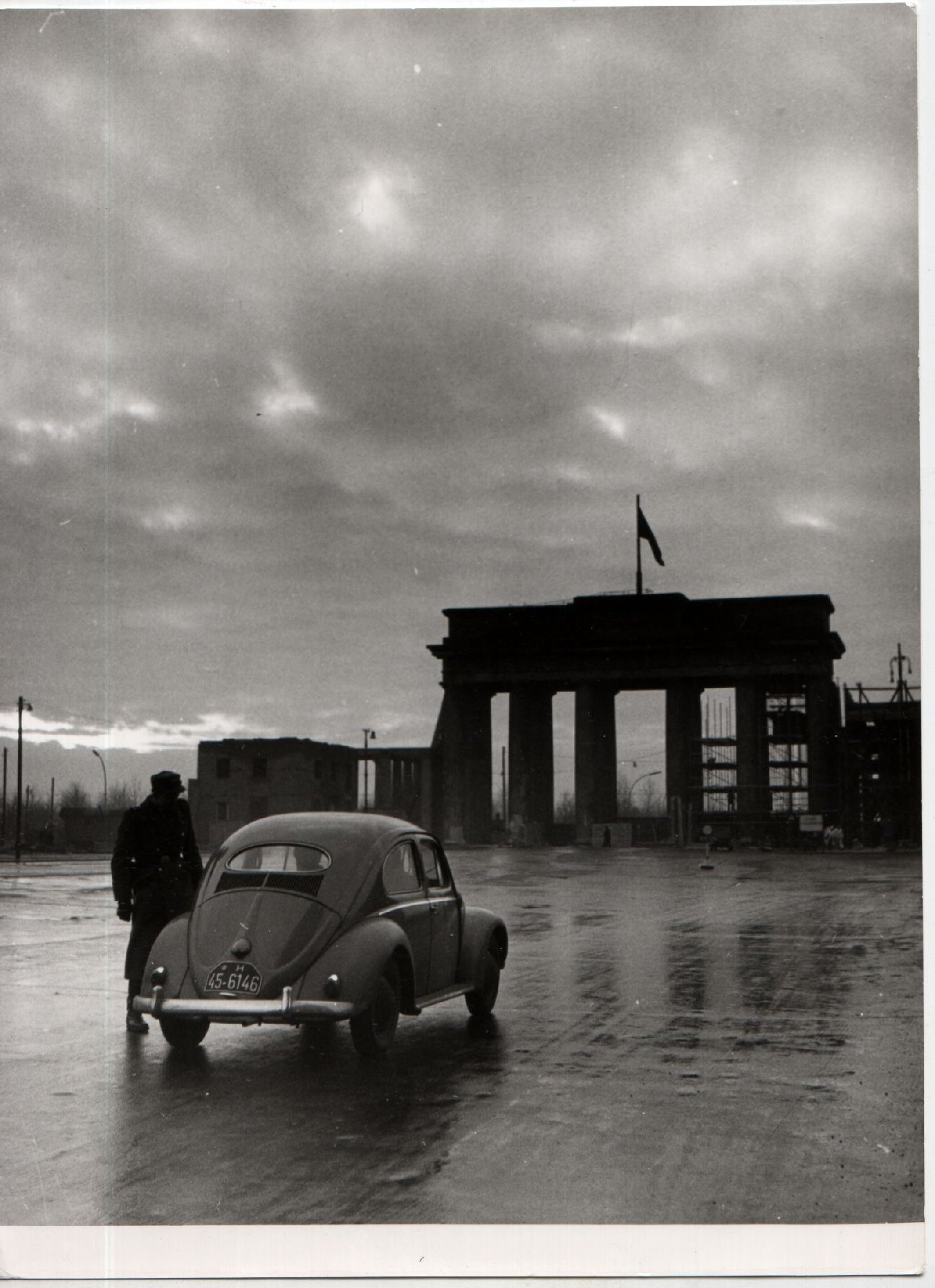
Braniborská brána, Berlín
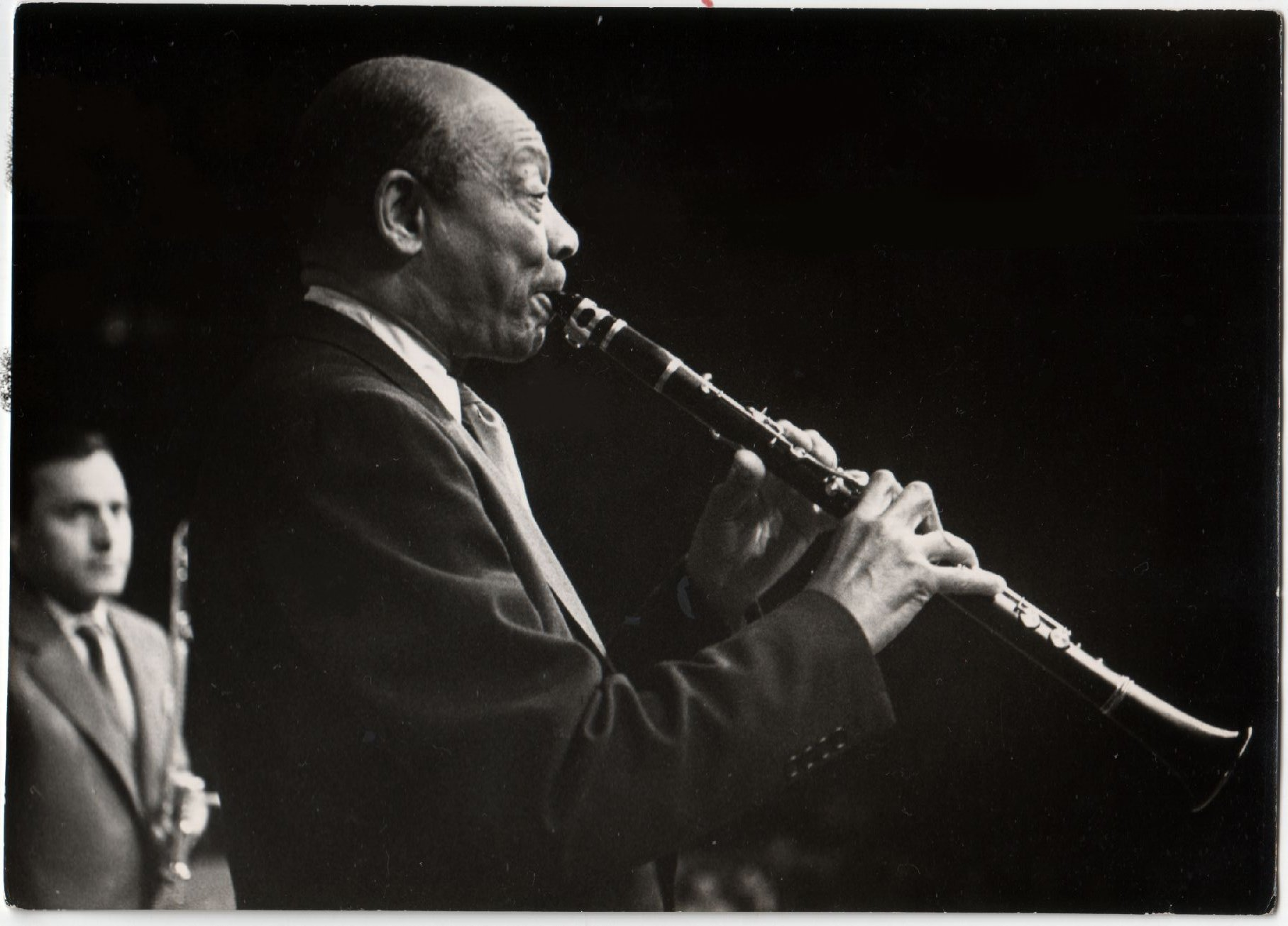
Americký jazzový klarinetista Edmond Hall
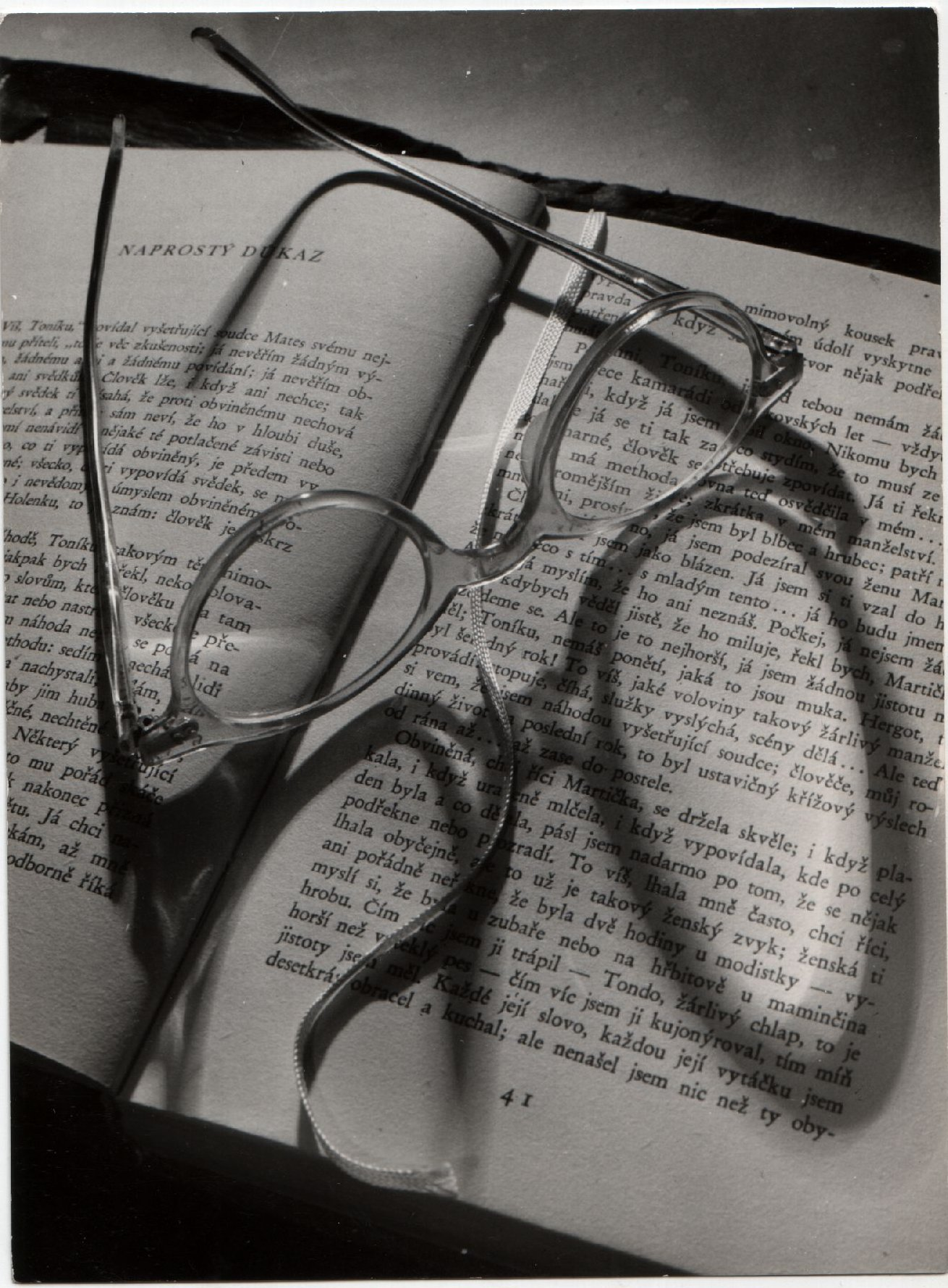
Fotografie rozečtené Čapkovy knihy Povídky z jedné kapsy, povídka Naprostý důkaz, poslední stránka, kterou matka M. Budíka četla před smrtí
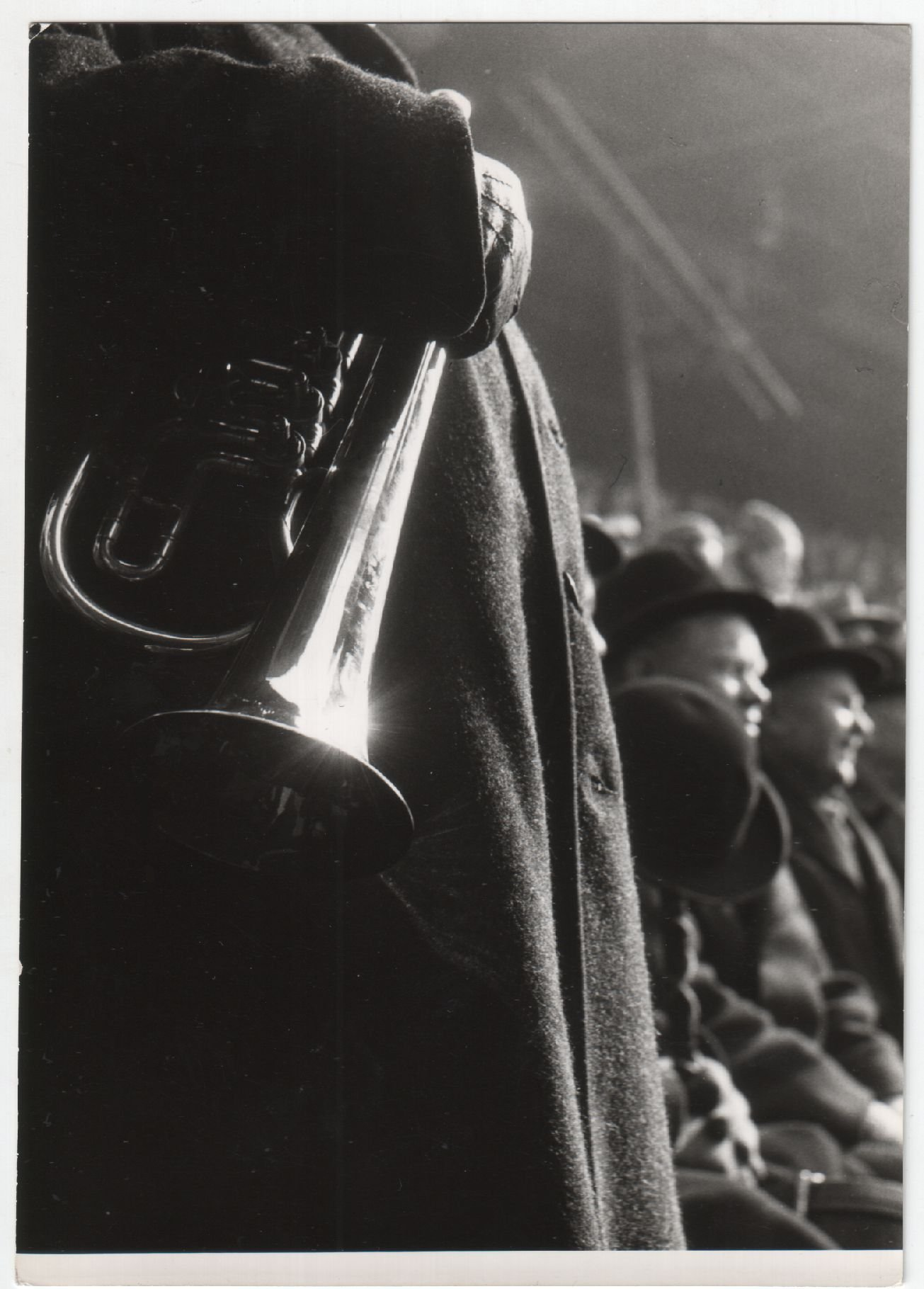
Křídlovka, hudební nástroj drží pan Antoš, kapelník kapely která vždy uváděla sportovní utkání herci-novináři, zimní stadion 1960, utkání v hokeji
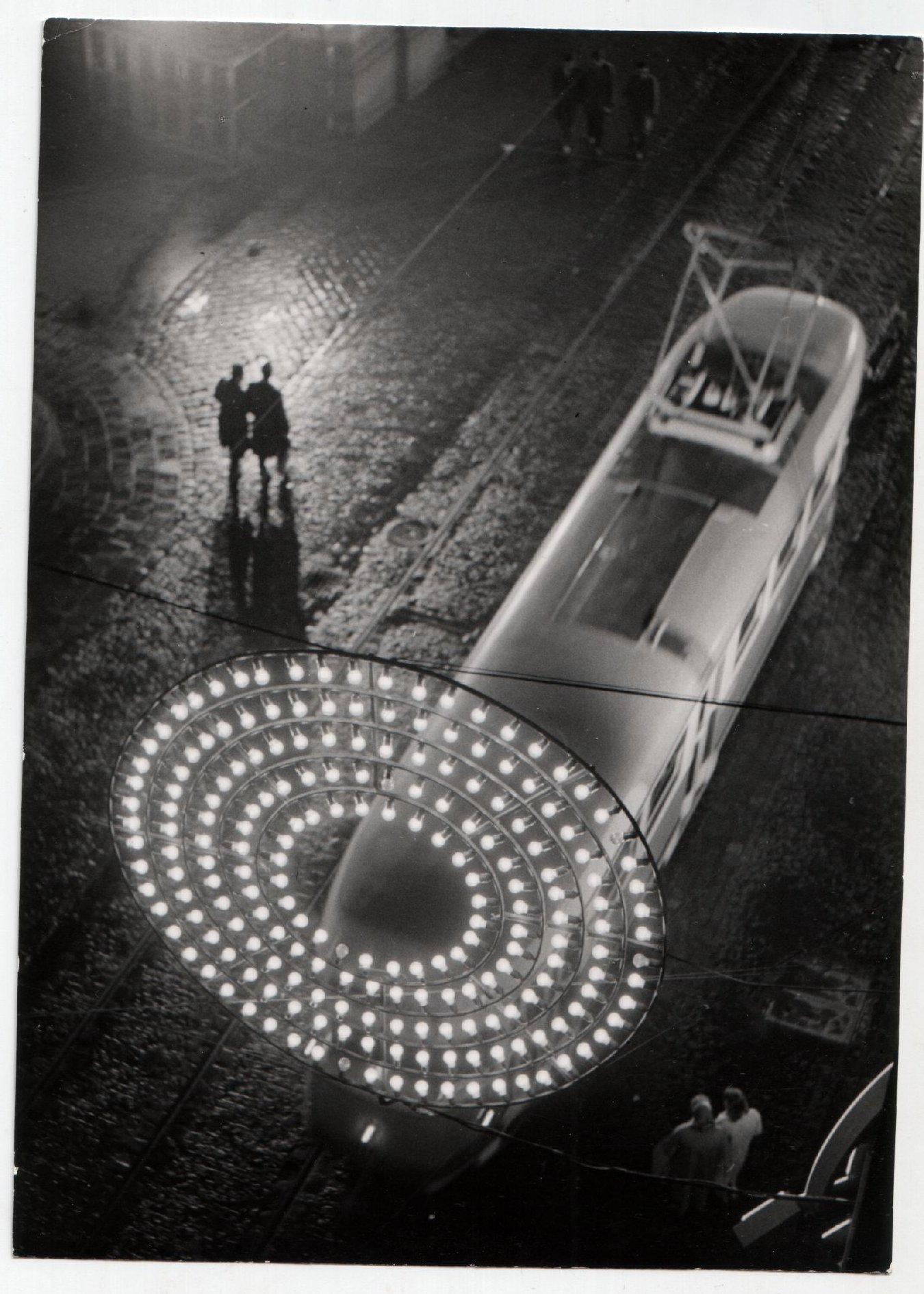
První girlandy na Masarykově (třídě Vítězství), instalované ke strojírenskému veletrhu, Brno 1962
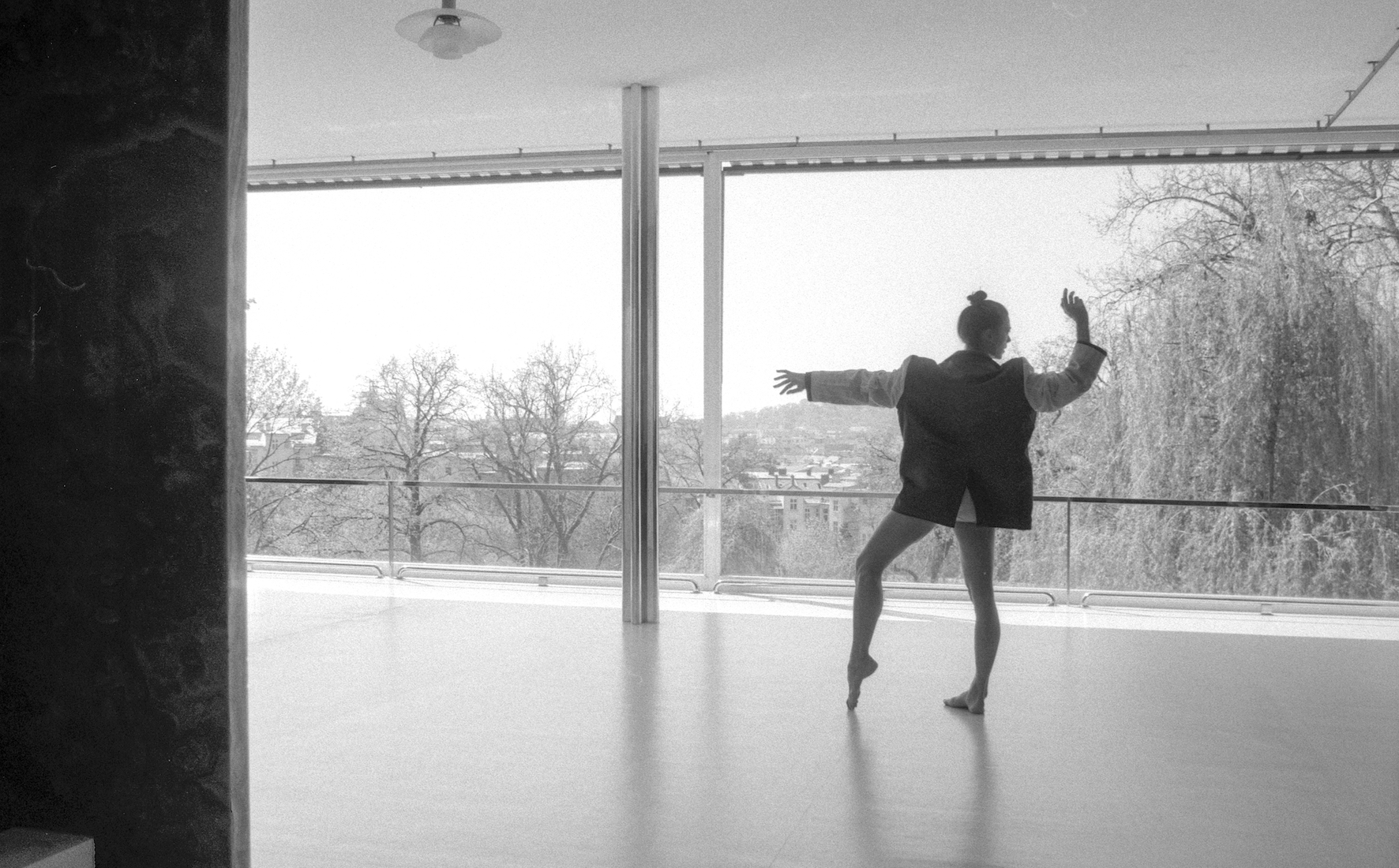
Tanečnice (Nataša Novotná) ve vile Tugendhat, 2017